# 雷山勇吉
雷山 勇吉（らいざん ゆうきち、1907年5月17日 - 1973年1月7日）は、東京都荒川区出身で伊勢ノ海部屋に所属した大相撲力士。本名は豊田 光三。身長167cm、体重101kg。最高位は東前頭12枚目（1933年5月場所）。引退後は一時期年寄として後進の指導につとめた。

## 来歴
伊勢ノ海部屋に入門して、1923年1月場所初土俵を踏む。出世は遅く、三段目から序二段に陥落したり、幕下から三段目に陥落したこともあったが、1931年5月・10月と三段目上位で好成績を残し（10月場所は全勝して三段目優勝をとげた）、1932年1月に幕下に復帰したところに、春秋園事件で大量の脱退者が出たため、2月場所では繰り上がって幸運な新十両昇進となった。1933年5月、新入幕のこの場所から錦島部屋に移籍したが、2勝9敗と大きく負け越して1場所で十両に陥落、翌場所から元師匠の名の柏戸を継いだが、その後は勝ち越せずに1935年1月場所限りで引退した。
左四つ、押しが得意であった。また、巡業での初っ切りも上手だった。
引退後は年寄玉ノ井から立川を襲名したが、名跡を錦島部屋の後輩、甲斐ノ山福人に譲って1955年3月場所限りで廃業した。

## 主な成績
- 現役在位場所数：37場所
- 通算成績：少なくとも53勝54敗5休1分が確認できる。
- 幕内在位：1場所
- 幕内成績：2勝9敗
- 十両在位：8場所
- 十両成績：40勝38敗5休1分
- 各段優勝：三段目優勝1回

### 場所別成績
| 1923年 （大正12年） | （前相撲）              | x                   | 東序ノ口27枚目 –  | x                      |
| 1924年 （大正13年） | 東序ノ口3枚目 –         | x                   | 西序二段6枚目 –   | x                      |
| 1925年 （大正14年） | 東三段目35枚目 –        | x                   | 東三段目40枚目 –  | x                      |
| 1926年 （大正15年） | 東序二段3枚目 –         | x                   | 西序二段12枚目 –  | x                      |
| 1927年 （昭和2年） | 西序二段26枚目 –        | 西序二段26枚目 –    | 西三段目47枚目 –  | 西三段目28枚目 –       |
| 1928年 （昭和3年） | 東三段目34枚目 –        | 東三段目18枚目 –    | 東三段目12枚目 –  | 東三段目12枚目 –       |
| 1929年 （昭和4年） | 西三段目8枚目 –         | 西三段目8枚目 –     | 西三段目6枚目 –   | 西三段目6枚目 –        |
| 1930年 （昭和5年） | 東幕下23枚目 –          | 東幕下23枚目 –      | 西幕下13枚目 3–3  | 西幕下13枚目 2–4       |
| 1931年 （昭和6年） | 東幕下21枚目 –          | 東幕下21枚目 –      | 東三段目2枚目 –   | 東三段目2枚目 優勝 6–0 |
| 1932年 （昭和7年） | 東十両9枚目 6–2         | 東十両9枚目 4–5 1分 | 東十両4枚目 3–3–5 | 東十両4枚目 8–3        |
| 1933年 （昭和8年） | 東十両3枚目 7–4         | x                   | 東前頭12枚目 2–9  | x                      |
| 1934年 （昭和9年） | 東十両4枚目 4–7         | x                   | 東十両11枚目 5–6  | x                      |
| 1935年 （昭和10年） | 東十両13枚目 引退 3–8–0 | x                   | x                 | x                      |
| 各欄の数字は、「勝ち-負け-休場」を示す。 優勝 引退 休場 十両 幕下 三賞：敢=敢闘賞、殊=殊勲賞、技=技能賞 その他：★=金星 番付階級：幕内 - 十両 - 幕下 - 三段目 - 序二段 - 序ノ口 幕内序列：横綱 - 大関 - 関脇 - 小結 - 前頭（「#数字」は各位内の序列） |                         |                     |                   |                        |

- 幕下以下の地位は小島貞二コレクションの番付実物画像による。

## 幕内対戦成績
| 力士名 | 勝数 | 負数 | 力士名 | 勝数 | 負数 | 力士名 | 勝数 | 負数 | 力士名 | 勝数 | 負数 |
| ------ | ---- | ---- | ------ | ---- | ---- | ------ | ---- | ---- | ------ | ---- | ---- |
| 海光山 | 0    | 1    | 錦華山 | 0    | 1    | 越ノ海 | 0    | 1    | 駒ノ里 | 1    | 0    |
| 新海   | 0    | 1    | 外ヶ濱 | 1    | 0    | 巴潟   | 0    | 1    | 松前山 | 0    | 1    |
| 吉野岩 | 0    | 1    | 若瀬川 | 0    | 1    |        |      |      |        |      |      |

## 四股名変遷
- 隅田川 光三（すみだがわ こうぞう） - 1923年1月場所 - 1926年5月場所
- 大岩 鉄五郎（おおいわ てつごろう） - 1927年1月場所 - 1927年10月場所
- 大岩 三二（おおいわ さんじ） - 1928年1月場所 - 1931年3月場所
- 雷山 勇吉 （らいざん ゆうきち）- 1931年5月場所 - 1933年5月場所
- 柏戸 利助 （かしわど りすけ）- 1934年1月場所 - 1935年1月場所